# Kim Young-ha

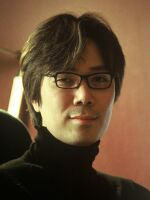
Kim Young-ha

Kim Young-ha (ur. 11 listopada 1968 w Hwacheon) – południowokoreański pisarz.
Jest autorem pięciu powieści, a także licznych opowiadań (zebranych w trzech tomach) oraz esejów. Debiutancką powieść – Mogę odejść, gdy zechcę – opublikował w 1996. W swoich utworach najczęściej opisuje współczesną koreańską rzeczywistość (z naciskiem na postępującą globalizację), choć w dorobku ma także powieść historyczną, rozgrywającą się w realiach rewolucji meksykańskiej. Był tłumaczony na ponad dziesięć języków, w tym na polski, czego efektem, oprócz wspomnianej powieści Mogę odejść, gdy zechcę, jest zbiór Wampir i inne opowiadania – wybór dziesięciu tekstów z różnych okresów jego twórczości. Pracował m.in. jako wykładowca uniwersytecki, prowadził programy radiowe o literaturze.

## Życie
Kim urodził się 11 listopada 1968 roku w Hwacheon. W dzieciństwie przenosił się wraz z rodziną z miejsca na miejsce, ponieważ jego ojciec służył w wojsku. Jako dziecko z trudem przeżył zatrucie gazem, tracąc zupełnie pamięć z okresu przed tym wydarzeniem. Studiował na Uniwersytecie Yonsei w Seulu na kierunku administracji, ale nigdy nie wiązał swojej przyszłości z tym przedmiotem. Zamiast tego dużo pisał. Jego kariera jako pisarza rozpoczęła się w 1995 roku opowiadaniem Medytacja w lustrze i zaraz po tym nagrodą Munhak Dongne za Mogę odejść, gdy zechcę. Kim pracował także jako wykładowca w szkole teatralnej na Uniwersytecie w Seulu, ale w 2008 roku porzucił wszelkie zajęcia i oddał się całkowicie pisaniu. Obecnie mieszka w Nowym Jorku, gdzie czasami gościnnie wykłada na Columbia University.

## Twórczość
Kim Young-ha należy do grona pisarzy młodego pokolenia. Uznany przez krytyków, cieszy się jednocześnie wielką sympatią czytelników. Jego twórczość jest uniwersalna w wymowie. Kim unika elementów mocno zakorzenionych w kulturze Dalekiego Wschodu, nie chcąc w ten sposób zamykać drogi odbiorcom z zagranicy. Skupia się na pokazaniu ironii życia w sposób uniwersalny, czytelny dla każdego odbiorcy. W Polsce ukazały się 3 jego powieści: Mogę odejść, gdy zechcę, Wampir i inne opowiadania oraz Imperium świateł. Autor w 2009 roku przyjechał do Warszawy na promocję książki Wampir i inne opowiadania, wydawnictwa Kwiaty Orientu. To była pierwsza wizyta pisarza z Korei Południowej w Polsce.  Kim Young-ha uznawany jest za najbardziej oryginalnego pisarza młodego pokolenia. Kilka jego książek stało się kanwą dla filmów; My Right to Ravage Myself (2003), The Scarlet Letter (2004), Total Messed Family (2014), oraz Memoir of a Murderer (2017).

## Dzieła
- Pager (1996)
- Mogę odejść, gdy zechcę (Na-neun na-reul pagoehal gwolli-ga issda, 1996)
- The Vampire (1998)
- Whatever Happened to the Guy Stuck in the Elevator? (1999)
- Why, Arang (2001),
- Czarny kwiat (Geomeun kkot, 2003)
- Brother Has Returned (2004)
- Imperium świateł(inne języki) (Bit-e jeguk, 2006)
- Quiz Show (2007)
- Nobody {Blank} What Happened (2010)
- I Hear Your Voice (2012)
- A Murderer's Guide to Memorization (2013)
- Only Two Person (2017)

## Książki w tłumaczeniu polskim
- Mogę odejść, gdy zechcę
- Wampir i inne opowiadania, Kwiaty Orientu, 2009
- Imperium świateł, Kwiaty Orientu, 2010
- Czarny kwiat, Kwiaty Orientu, 2015

## Nagrody
- Nagroda Literacka Munhak Dongne (1996)
- Literacka Nagroda Yi Sanga (2004)
- Literacka Nagroda Hwang Sun-wona (2004)
- Literacka Nagroda Dong-ina (2004)
- Literacka Nagroda Manhae (2007)